# Galtefjellet
Der Galtefjellet (norwegisch für Wildschweinberg) ist der südlichere zweier Zeugenberge im ostantarktischen Kempland. Er ragt an der Südseite der Purka in der Hansenfjella auf.
Norwegische Kartografen, die auch die Benennung vornahmen, kartierten die Erhebung anhand von Luftaufnahmen, die bei der Lars-Christensen-Expedition 1936/37 entstanden.